# Клепідава

Клепідава на восьмій карті Європи Птолемея. Видання 1513 року

Клепіда́ва (Клепидава; Κληπίδανα) — дакійське місто, позначене географом 2 століття Клавдієм Птолемеєм на лівому боці Дністра, у його середній течії.

## Локалізація Клепідави
Ототожнення давньої Клепідави із сучасним Кам'янцем-Подільським (нині один із районних центрів Хмельницької області України) лежить в основі Дако-римської гіпотези про заснування Кам'янця-Подільського.
Географічні координати Клепідави, наведені Плолемеєм, — 52°30' східної довготи та 48°40' північної широти . Система координат Птолемея відрізняється від сучасної. Євгенія та Ольга Пламеницькі, порівнявши за розробленою ними методикою координати давньої Клепідави та сучасного Кам'янця-Подільського, дійшли до висновку, що вони достатньо близькі .
Вінницький краєзнавець Сергій Кокряцький ототожнює Клепідаву із сучасним селом Бронниця Могилів-Подільського району Вінницької області. Хід його міркувань такий. За Птолемеєвими координатами Клепідава лежала десь поблизу Ямполя чи Могилева-Подільського. Як вважають вчені, назва «Клепідава» на середньому Дністрі ніким, крім Птолемея, не згадується. Але є ще одне джерело, у якому виявлено схожу назву на Дністрі. Це згадка арабського дослідника 12 століття Ал-Ідрісі про порт Аклиба на Дністрі. Вчені вважають, що правильніше назву цього міста читати як Келибея (тобто, Клепидава), бо араби так само називали і містечко Клипеї поблизу Карфагена. Отож, кажуть сучасні дослідники, це грецьке чи римське місто в арабізованому викладі стало звучати як Аклиба. І виводять його назву від латинського «clipeus» — «щит», а переносно — «захист». Навівши цей ланцюжок міркувань, Сергій Кокряцький далі пише:
| В нашій мові теж є подібне слово, але означає воно, на відміну від латині, не кінцевий виріб — «броню, щит», але процес їх виготовлення. Це слово «клепати» — відбивати косу, зброю, загостряти, бити молотком, кувати. Врешті, це те саме, що і виготовляти зброю чи боронити. А село Бронниця (від «боронити», «захищати», але й «виготовляти зброю») розташоване якраз біля Могилева-Подільського. Лежить воно на височенній горі над Дністром. І з тої гори відкривається чудовий краєвид на Дністер і на місто, що лежить у долині. Отож Клепидава («дава» — від українського «давати», «надавати», зокрема і захист) та Бронниця — синоніми. Напевно, вже в середні віки саме назва «Бронниця» залишилася в народі, тоді ж як Клепидава щезла. Як доказ тому, що тут споконвічно вироблялася зброя — є той факт, що поруч, у селі Григорівка, археологи відкрили потужні і найдавніші на Поділлі майстерні для виплавки заліза. Певно, саме в Григорівці добували те залізо, тоді як у Бронниці-Клепидаві з нього виготовляли зброю та броню — лати. Отже, і Брониицю потрібно вважати найдавнішим містом Поділля, якому виповнилось 18 століть — майже дві тисячі років. |